# Franz Konrad von Stadion und Thannhausen

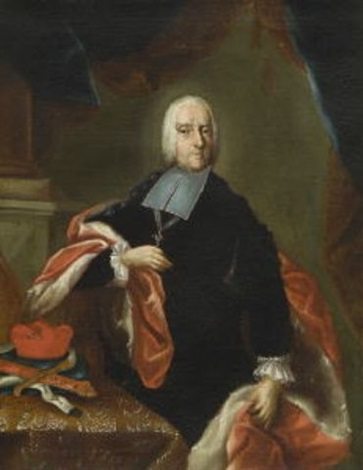
Franz Konrad von Stadion und Thannhausen

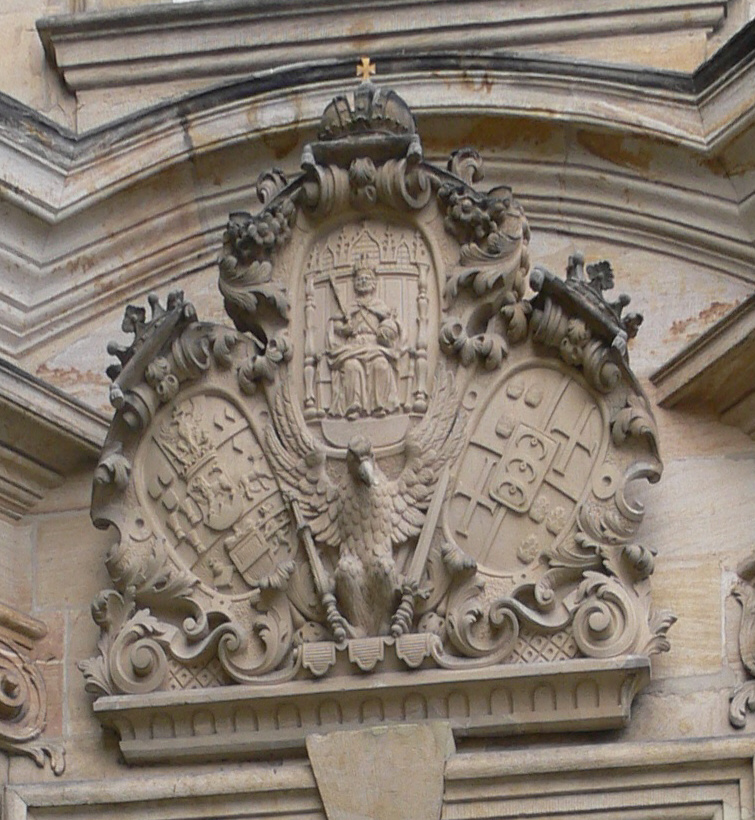
Fürstbischöfliches Wappen

Franz Konrad Reichsfreiherr (seit 1686 Reichsgraf) von Stadion und Thannhausen (* 29. August 1679 in Arnstein; † 6. März 1757 in Bamberg) war von 1753 bis 1757 Fürstbischof von Bamberg.

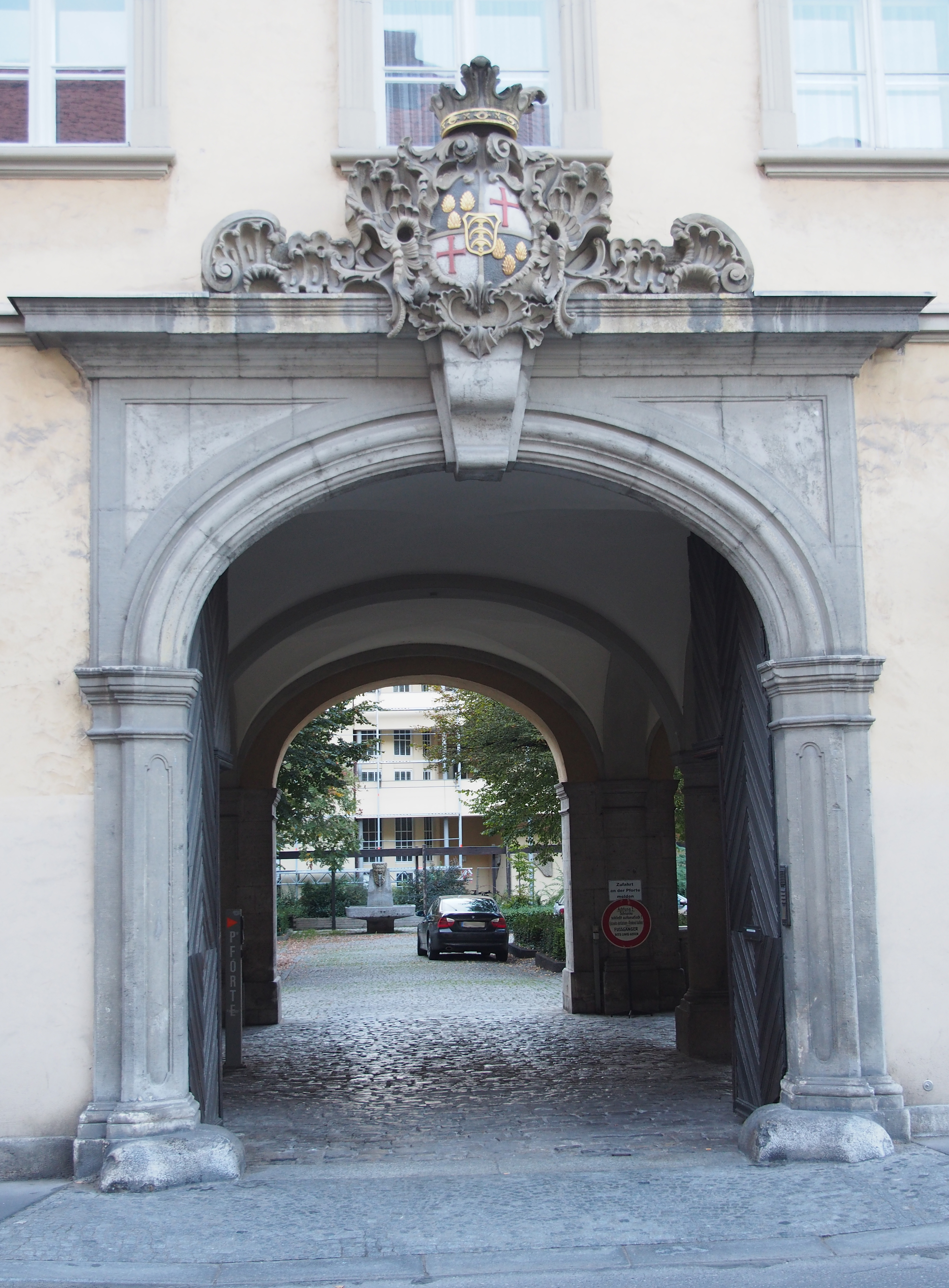
Eingangsportal des Marmelsteiner Hofs in Würzburg

Wie viele seiner Familienmitglieder aus dem Haus Stadion nutzte auch Franz Konrad die Möglichkeiten, die die Reichskirche als Versorgungsinstitution dem katholischen Adel bot, und trat bereits 1695 in das Domstift zu Bamberg ein. Nach dem Studium in Rom und Angers war Franz Konrad seit 1709 kurmainzischer Gesandter am brandenburg-preußischen und am sächsischen Hof. Neben dem Bamberger war Franz Konrad auch seit 1719 im Würzburger Domkapitel vertreten, wo er seit 1727 das Amt des Dompropstes bekleidete und 1747 durch Balthasar Neumann den „Domherrenhof Stadion“ (Marmelsteiner Hof) errichten ließ.
Nach dem Tod des Bamberger Fürstbischofs Johann Philipp Anton von und zu Franckenstein wählte ihn das Bamberger Domkapitel am 23. Juli 1753 im zweiten Wahlgang zu dessen Nachfolger. Die päpstliche Bestätigung, die mit der Verleihung des Palliums einherging, erfolgte kurz darauf am 26. September desselben Jahres.
Der neu gewählte Bischof war ein religiöser Mann, was sich auch an der von ihm initiierten Einführung eines neuen Katechismus für den Schulunterricht im Hochstift Bamberg zeigte. Außerdem förderte er die Volksmission der Jesuiten.
Franz Konrad war nur eine kurze Zeit als Bischof und Landesherr beschieden, er starb nicht einmal vier Jahre nach seinem Regierungsantritt im März 1757 und wurde im Bamberger Dom beigesetzt. Sein Grabdenkmal befindet sich in der Michaelskirche.
Das Wappen des Fürstbischofs ist am Alten Rathaus in Bamberg über dem Durchgangstor, das der Inselstadt zugewandt ist, angebracht.